# پاسکال ان زونی
پاسکال ان زونی (به انگلیسی: Pascal N'Zonzi) (زاده ۱ ژانویه ۱۹۵۱) بازیگر، کارگردان فرانسوی است.
از فیلم‌های معروف او می‌توان به بازی در فیلم حرفه‌ای، عروسی‌های سریال، معجون زمان ۴ اشاره کرد.